# Giuliana Gamba (Handballspielerin)
Giuliana Gamba (* 22. März 2001) ist eine argentinische Handballspielerin, die vor allem in der Disziplin Beachhandball erfolgreich ist. Seit 2022 ist sie Mitglied der argentinischen Nationalmannschaft.
Gamba studiert Bewegungswissenschaften und Naturheilkunde an der Universidad de Buenos Aires. Sie begann mit dem Handball an der Escuela Municipal de Handball und spielt sowohl in der Halle in der höchsten argentinischen Liga (División de Honor de Handball Feminino) als auch im Beachhandball für Escuela Modelo Mariano Acosta (Don Bosco-Quilmes) aus La Costa. Mit ihrer Vereinsmannschaft wurde sie 2022 hinter IFES Neuquén argentinische Vizemeisterin im Beachhandball, womit die Mannschaft sich für die Südamerikanischen Vereinsmeisterschaften qualifizierte, die Gamba mit ihrer Mannschaft gewann. Schon 2021 erreichte sie mit der Mannschaft der Universidad Católica de Salta die Endrunde um die argentinische Meisterschaft.

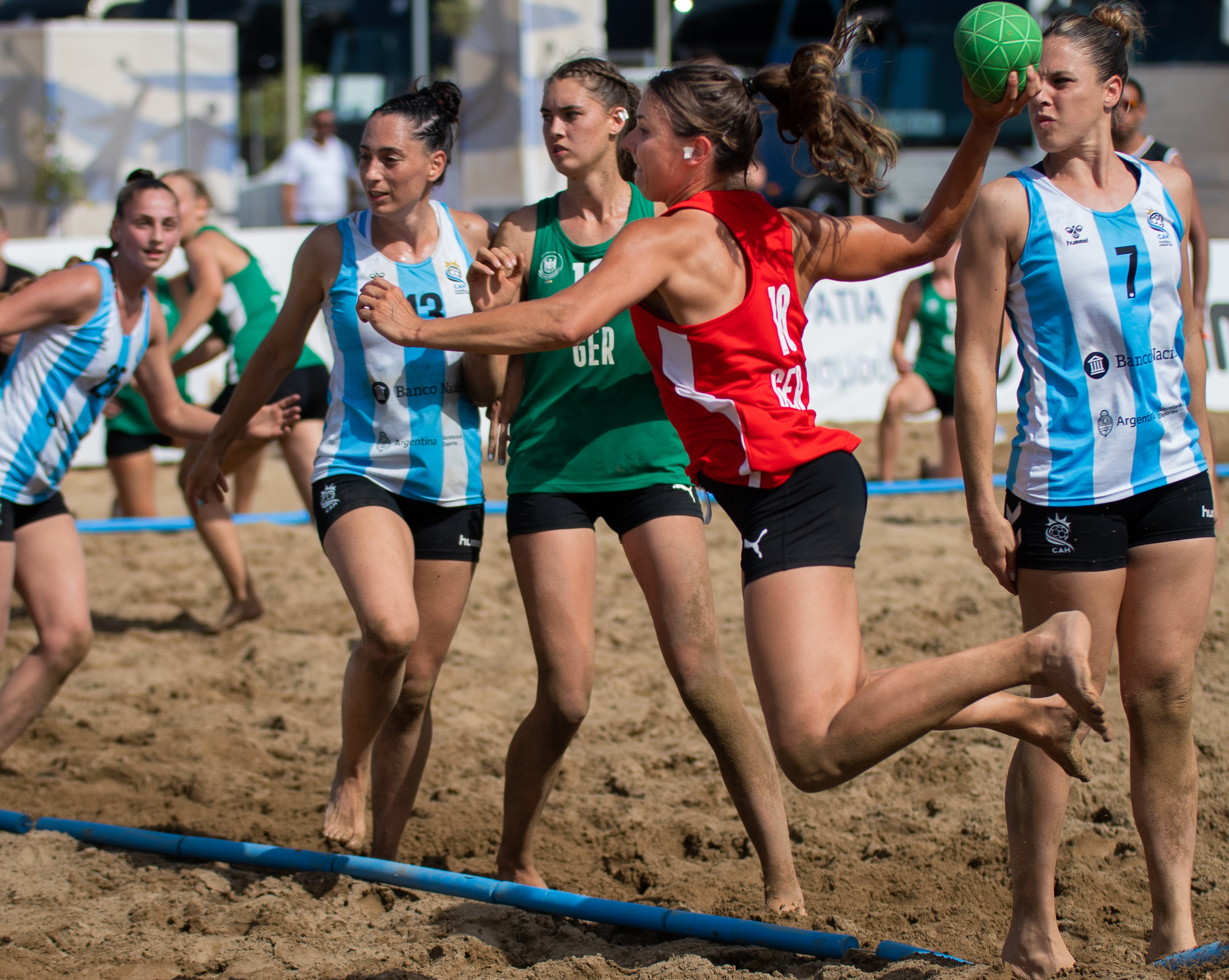
Argentinisches Hauptrundenspiel bei der WM 2022 gegen die späteren Weltmeister aus Deutschland; von links: Gamba, Celeste Meccia, Isabel Kattner, Sarah Irmler und Gisela Thurmann.

Gamba wurde erstmals 2019 in die B-Auswahl der argentinischen Nationalmannschaft berufen und gehört seit 2020 dem argentinischen Nationalkader an. Nach einer erzwungenen Pandemiepause bestritt Argentinien 2022 drei internationale Turniere mit Meisterschaftscharakter. Bei jedem der drei Turniere gab Nationaltrainer Salvador Comparone einer neuen Spielerin die Gelegenheit zum Debüt. Nachdem Ana Lewis mit dem Titelgewinn bei den Süd- und Mittelamerikanische Meisterschaften 2022 einen großen Erfolg gefeiert hatte und Argentinien damit die WM-Qualifikation geschafft hatte, debütierte Gamba im Rahmen eben dieser der Weltmeisterschaften 2022 in Iraklio auf Kreta. Mit großen Ambitionen in das Turnier gestartet, belegte Gamba wie schon bei der letzten WM-Teilnahme Argentiniens 2016 mit ihrer Mannschaft am Ende nur den siebten Rang. Gamba wurde vor allem in der Defensive eingesetzt und bestritt sieben der möglichen neun Spiele, wobei sie einmal bei drei Versuchen in das gegnerische Tor traf und dabei im vorletzten Spiel gegen Brasilien zwei Punkte erzielte. Für die World Games 2022 nicht einmal zwei Wochen später, wo Argentinien die Bronzemedaille gewann, verlor Gamba ihren Platz im Team an ihre Vereinskollegin Micaela Corimberto, stand allerdings zuvor im erweiterten Aufgebot. Wie Corimberto wurde Gamba im Herbst noch einmal für eine Länderspielreise der Nationalmannschaft nach Brasilien eingeladen.